# Улиница
Улиница — река в Западнодвинском районе Тверской области, относится к бассейну Торопы. Длина Улиницы составляет 14 километров.
Вытекает из озера Улин, течет на запад и юго-запад. Протекает через озеро Доссы. Впадает в озеро Городно, из которого вытекает Беница, являющаяся левым притоком Торопы.
Протекает по малонаселённой лесистой местности. На берегу реки расположены населённые пункты Дрогалово и Подвязье.